# Avenida Francia (Valparaíso)

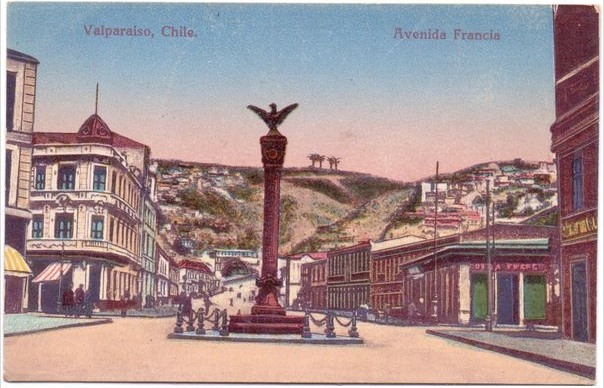
Avenida Francia en 1910.

La Avenida Francia, situada en el barrio de El Almendral, es una de las principales avenidas de la ciudad de Valparaíso, Chile. Es una importante vía de conexión entre el Plan y los cerros de la parte central de la ciudad.

## Toponimia
Previa a su pavimentación corría un estero que fue denominado Las Piedrecitas. Posteriormente se conoció como Estero Jaime llamado así por Francisco de Jaime,cortador de ladrillos y tejas propietario de la quebrada. 
En 1910, en el marco de la conmemoración del centenario de Chile, la colonia francesa donó a la ciudad de Valparaíso una columna que fue instalada en medio de esta arteria vial. A raíz de esto, la avenida toma el nombre de Francia.

## Historia
Bajo la avenida se encuentra el otrora Estero Jaime. Para 1814, era un torrente de agua y basura que inundaba la ciudad cada invierno por lo que fue encauzado en la primera mitad de siglo XIX. 
En 1830, se constituyó una caleta de pescadores en la desembocadura del estero, compuesto por un alcalde de mar y tres inspectores elegidos por los pescadores. Se contabilizaban hasta 227 botes para 1928. Por los trabajos en el borde costero durante el proceso de la remodelación del plan y la construcción del nuevo puerto, los pescadores migraron hacia caleta Portales.
A mediados del siglo XIX, Francisco de Jaime instaló una fábrica de tejas y ladrillos en los actuales cruces de Avenida Francia y calle Baquedano. Prácticamente todos los inviernos el estero se desbordaba cortando El Almendral en dos. Para esto Jaime construyó un puente en el actual cruce de calle Victoria, el cual fue conocido como puente Jaime. Posteriormente, se construyó otro puente en el cruce de calle Yungay.para mejorar la conexión con el mercado de abastos.
A fines del siglo XIX en el sector se instalaron burdeles y negocios clandestinos entre las actuales calle Colón y pie de cerro. En el marco de la cuestión social, se instalaron numerosos cités y conventillos otorgándole un carácter popular a la avenida. En 1900 se instaló una plaza de toros, con una capacidad de 5000 espectadores. 
En 1912, se abovedó el estero y se pavimentó una avenida. Se instaló el actual Monumento del Águila, donación de la colonia francesa. 
Entre 1920 y 1930, funcionó el Estadio Ferroviario de Valparaíso, en la esquina con avenida Errázuriz.
En 1964, hubo un encuentro entre el general Charles de Gaulle y el presidente Jorge Alessandri en el marco de una visita oficial. En esta ocasión se declaró a Charles de Gaulle como Hijo Ilustre de Valparaíso.
Actualmente, la avenida ha tenido un impulso en el sector bohemio, con la instalación de numerosos locales comerciales, restobares y pubs.

## Transporte
La avenida Francia posee los siguientes paraderos:
| Paradero/Código                      | Recorrido                           |
| ------------------------------------ | ----------------------------------- |
| Paradero 517 (X92P+PR)               | 517 (Fin de recorrido)              |
| Av. Francia / Colón (W9XP+WQ)        | 517 (Mariposas) - 612 (Playa Ancha) |
| Av. Francia / María Teresa (W9XP+QQ) | 517 (Av. Francia) - 612 (Limonares) |
| Av. Francia / Pasaje Tres (W9XP+CP)  | 517 (Mariposas) - 612 (Playa Ancha) |

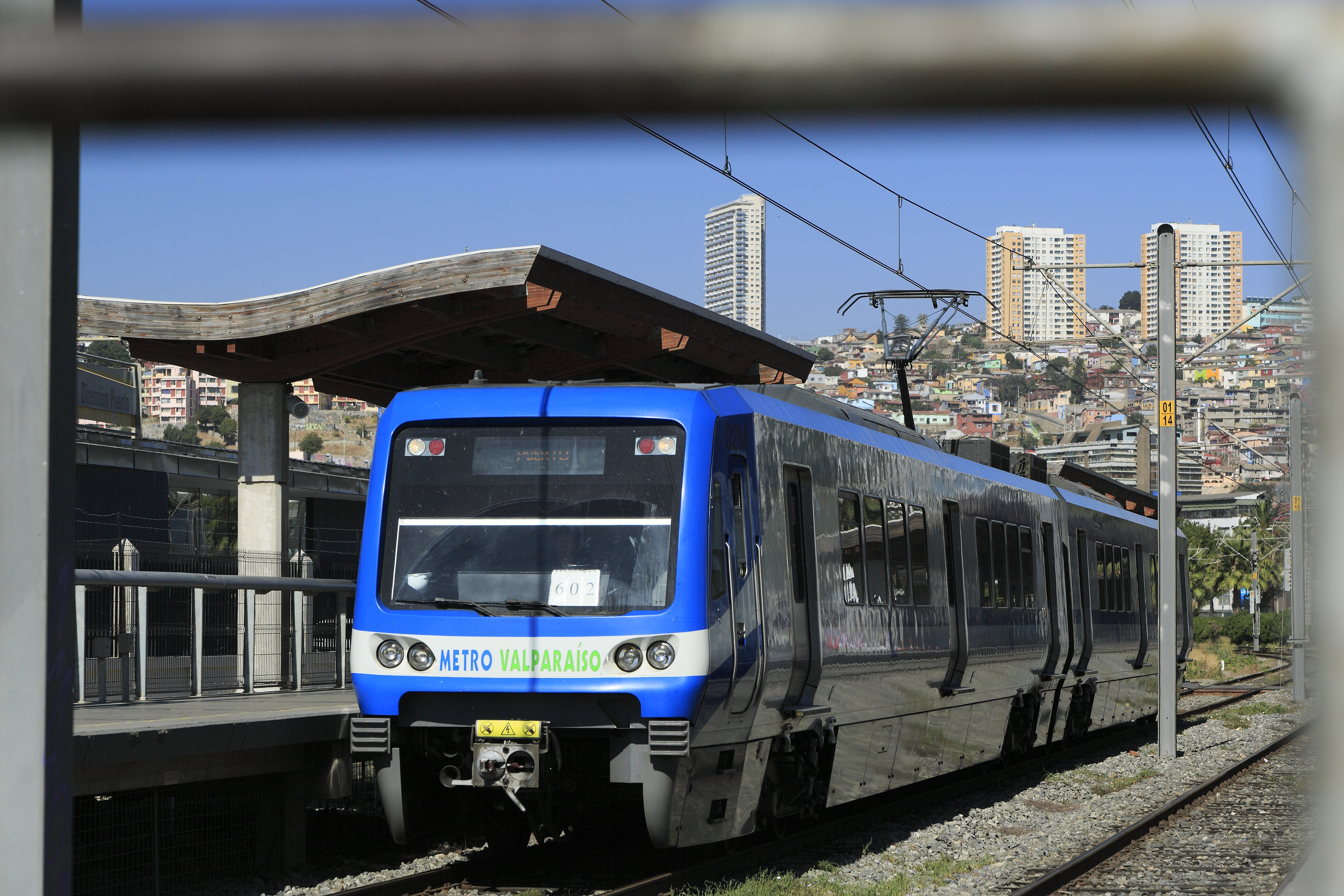
Estación Francia

La avenida Francia no es una ruta de importancia para el transporte de autobuses, sin embargo posee un paradero de taxi colectivos para los cerros Monjas y Mariposas. Además, posee una estación de metro homónima en sus cercanías con avenida Errázuriz.

## Establecimientos educacionales
En la avenida Francia se encuentran los siguientes centros educativos:
- Liceo Técnico ex Femenino de Valparaíso (esquina Independencia)
- Liceo Eduardo de la Barra (esquina Colón)
- Colegio Inmaculada Concepción Nuestra Señora de Lourdes (esquina Colón)
- Colegio de Contadores de Chile
- Sede Isabel Brown Caces de la Pontificia Universidad Católica de Valparaíso (esquina Brasil)
- Universidad de Arte y Ciencias Sociales, sede Valparaíso (esquina Baquedano, cerrada)